# Barbus atakorensis
Barbus atakorensis е вид лъчеперка от семейство Шаранови (Cyprinidae). Видът не е застрашен от изчезване.

## Разпространение
Разпространен е в Бенин, Буркина Фасо, Гана, Нигерия и Того.

## Описание
На дължина достигат до 3,6 cm.